# Кримський Володимир
Кримський Володимир (*24 грудня 1919) — український письменник, політик.
Справжнє прізвище — Білинський.

## З біографії
Народ. 24 грудня 1919 р. у Західній Україні. Студіював медицину у Львові, потім в Інсбруці (Австрія). Видавав місячник «Звено». У 1948 р. емігрував до Канади. Мав лікарську практику у Вайтмавті (Манітоба), був членом Президії Комітету українців Канади, активним діячем Ліберальної партії.

## Творчість
Автор збірки новел «Етап» (1953), розвідки про Юрія Клена «Храм Ґрааля» (1948), повісті «Предки».
Окремі видання:
- Кримський В. Етап. Новели [Архівовано 4 березня 2016 у Wayback Machine.]. — Буенос-Айрес: Вид-во М. Денисюка, 1953. — 142 с.
- Кримський В. Храм Ґрааля. До проблематики світогляду Юрія Клена [Архівовано 4 березня 2016 у Wayback Machine.]. — Зальцбург-Інсбрук: Звено, 1948. — 20 с.